# Mjällby Allmänna Idrottsförening
O Mjällby Allmänna Idrottsförening, vulgarmente conhecido como Mjällby AIF ou simplesmente Mjällby, é um clube de futebol da Suécia fundado em 1º de abril de 1939 por meio da fusão das associações Listers IF e Hälleviks IF.                                                                                                                                                                                   

Sua sede fica localizada em Hällevik, no município de Sölvesborg, no sul da Suécia. 

As cores do clube são: camisola (br: camiseta) amarela, calção preto e meias amarelas.

Disputa os seus jogos em casa no estádio  Strandvallen, com capacidade para 7 500 pessoas.

A sua única modalidade é o futebol.

Participou pela primeira vez no Campeonato Sueco de Futebol (Allsvenskan) em 1980.                          

O clube disputou então oito temporadas nessa liga.
Atualmente (2025) disputa o Campeonato Sueco de Futebol.                                

Com nove temporadas na primeira divisão, o Mjällby AIF é o time de futebol mais bem-sucedido do condado de Blekinge.
Os ex jogadores da seleção sueca de futebol Christian Wilhelmsson e Mattias Asper começaram suas carreiras no clube. Os dois jogadores também encerraram suas carreiras em Mjällby em 2015.
Entre os adeptos do futebol na Suécia, a equipa de Mjällby AIF é conhecida como "a equipa que sempre regressa". Em setembro de 2009, a equipe mais uma vez se classificou para a divisão mais alta e jogou cinco temporadas na Allsvenskan antes de ser rebaixada no final da temporada de 2014.

## Títulos
Atualizado a 17 de setembro de 2023
- Campeonato Sueco - 2ª Divisão (Superettan) : 1

(2009).

### Elenco Atual
Atualizado em 10 de Janeiro de 2015
Nota: Bandeiras indicam equipe nacional, conforme definido pelas regras de elegibilidade da FIFA. Os jogadores podem ter mais de uma nacionalidade não-FIFA.
| N.º |                      | Posição | Jogador                             |
| --- | -------------------- | ------- | ----------------------------------- |
| 1   | Suécia               | G       | Mattias Asper (capitão)             |
| 2   | Suécia               | D       | Hampus Bergdahl                     |
| 3   | Bósnia e Herzegovina | D       | Armin Aganović                      |
| 5   | Suécia               | D       | Rikard Östlin                       |
| 6   | Suécia               | D       | Eric Björkander                     |
| 7   | Uganda               | A       | Lumala Abdu                         |
| 8   | Gana                 | A       | Benjamin Fadi (emprestado Malmö FF) |
| 9   | Suécia               | A       | Joel Wedenell                       |
| 10  | Suécia               | A       | Marcus Ekenberg (vice capitão)      |
| 12  | Suécia               | M       | David Löfquist                      |
| 13  | Suécia               | M       | Daniel Nilsson                      |

| N.º |          | Posição | Jogador           |
| --- | -------- | ------- | ----------------- |
| 14  | Suécia   | A       | Mattias Håkansson |
| 15  | Suécia   | D       | Robin Cederberg   |
| 17  | Alemanha | D       | Lukas Grill       |
| 19  | Suécia   | D       | Rasmus Persson    |
| 20  | Gana     | M       | Kwame Bonsu       |
| 21  | Suécia   | M       | Simon Nilsson     |
| 22  | Suécia   | M       | Jesper Gustavsson |
| 29  | Suécia   | D       | Danny Ervik       |
| 30  | Suécia   | G       | Jesper Johansson  |
| 66  | Suécia   | G       | Hampus Strömgren  |

## Uniformes

### 1º Uniforme
| 2020 | 2019 | 2014 | 2011 |

### 2º Uniforme
| 2020 | 2018–2019 | 2014 | 2011 |

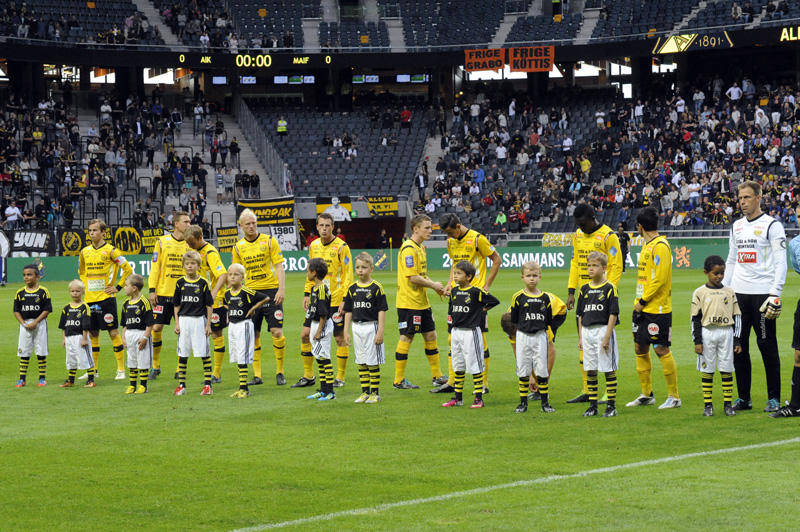
A equipa de Mjällby em 2013